# Peperomia mexicana
Peperomia mexicana är en pepparväxtart som beskrevs av Friedrich Anton Wilhelm Miquel. Peperomia mexicana ingår i släktet peperomior, och familjen pepparväxter. Inga underarter finns listade i Catalogue of Life.